# 劉行深
劉行深（?—?），唐朝神策軍左軍中尉，劉季述是他的養子。
唐武宗时，官至枢密使，宰相李德裕与枢密使杨钦义、刘行深商议，相约监军不得干预军政。咸通十四年（873年）唐懿宗死後，與田令孜、韓文約等殺懿宗年長之子（具体何人待考），立年僅十二歲普王李儼（李儇）即位，是為唐僖宗，改元乾符元年。劉行深死後，劉季述接替他的地位。